# 林琦 (崇禎舉人)
林琦（？—1646年），字玉衡，福建福州府福清縣人，明朝、南明政治人物。

## 生平
林琦是崇禎九年（1636年）舉人，任國子監博士。中原局勢混亂，他和友人李九標收集自古以來的忠義事蹟，編集成《倫史鴻文》，向弟子說：「我個性剛烈不能低頭抬頭，某天若我以捨棄生命實現志向，要拿這本書殉葬。」隆武年間林琦和艾逢節同時任職國子監，汀州之變後在海壇島的君山隱居，於桃花隖建屋居住。惡人陳某要脅他企圖霸佔整個島，他生氣地大罵毆打對方，因此被殺。

## 引用
1. 1 2  錢海岳《南明史·卷四十四·列傳第二十》：林琦，字玉衡，福清人。崇禎九年舉於鄉。授國子博士。先中原亂，同友人李其香集古來忠義事曰倫史鴻文，梓之。語弟子曰：「吾性剛不能俯仰，異日致命遂志，當以此殉。」
2. ↑  錢海岳《南明史·卷四十四·列傳第二十》：同（艾逢節）時冑監之可紀者：……及汀州變聞，隱海壇君山，結屋桃花隖上。巨猾陳甲圖霸島中，以謀要琦。琦大怒，罵且毆之，遂被殺。